# Kejsare av Indien

Indiska stjärnorden.

Detta är en lista över kejsare av Indien eller kejsarinna av Indien under tiden 1877–1948.
När britterna hade konsoliderat sitt styre över nästan hela den indiska halvön och skapat Brittiska Indien i mitten av 1800-talet, formaliserades detta genom att den regerande brittiska drottningen år 1876 antog titeln kejsarinna av Indien. De indiska furstarna (rajorna) tilläts fortsätta regera sina länder mot att de svor trohet mot den kejserliga överhögheten. 
Kejsartiteln följde den brittiska kungakronan så att de brittiska kungarna även var kejsare av Indien. Indien hade i och med detta en slags formell särställning inom det brittiska imperiet. 
Titeln avskaffades formellt i juni 1948.
Den sista brittiska monarken som bar titeln var kung Georg VI.

## Lista
| Namn Svenska · Engelska   | Bild | Födelse | Tillträde                                                                                        | Frånträde                                                                                     | Död                                                                   | Källor |
| ------------------------- | ---- | --- | ------------------------------------------------------------------------------------------------ | --------------------------------------------------------------------------------------------- | --------------------------------------------------------------------- | ------ |
| Viktoria (Victoria)       |      | 24 maj 1819 på slottet Kensington Palace dotter till Georg III:s son Edvard och Viktoria av Sachsen-Coburg-Saalfeld | Utropad i till Indiens kejsarinna i Storbritannien 28 april 1876 Utropad i Indien 1 januari 1877 | 22 januari 1901 på kungliga residenset Osborne House på Isle of Wight                         | 22 januari 1901 på kungliga residenset Osborne House på Isle of Wight |        |
| Edvard VII (Edward VII)   |      | 9 november 1841 på slottet Buckingham Palace son till drottning Viktoria och Albert av Sachsen-Coburg-Gotha         | Kejsare 22 januari 1901 vid Viktorias död                                                        | 6 maj 1910 på slottet Buckingham Palace                                                       | 6 maj 1910 på slottet Buckingham Palace                               |        |
| Georg V (George V)        |      | 3 juni 1865 på residenset Marlborough House son till Edvard VII och Alexandra av Danmark                            | Kejsare 6 maj 1910 vid Edvard VII:s död                                                          | 20 januari 1936 på residenset Sandringham House                                               | 20 januari 1936 på residenset Sandringham House                       |        |
| Edvard VIII (Edward VIII) |      | 23 juni 1894 på residenset White Lodge son till Georg V och Mary av Teck                                            | Kejsare 20 januari 1936 vid Georg V:s död                                                        | 11 december 1936 abdikerade för att kunna gifta sig med Wallis Simpson                        | 28 maj 1972 i Bois de Boulogne i Paris                                |        |
| Georg VI (George VI)      |      | 14 december 1895 på residenset Sandringham House son till Georg V och Mary av Teck                                  | Kejsare 11 december 1936 vid Edvard VIII:s abdikation                                            | 22 juni 1948 avsade sig titeln efter att Indien blivit självständigt från Storbritannien 1947 | 6 februari 1952 på residenset Sandringham House                       |        |
| Namn Svenska · Engelska   | Bild | Födelse | Tillträde                                                                                        | Frånträde                                                                                     | Död                                                                   | Källor |

Kung Georg VI avsade sig värdigheten som kejsare av Indien när landet blev självständigt, men var formellt sett fortfarande dess statschef tills Indien blev republik 1950.
I Pakistan, som också hade ingått i Brittiska Indien, fortsatte den brittiske monarken som statschef i samväldesriket till dess att Pakistan blev en republik den 23 mars 1956.